# Церемонија кафе у Етиопији и Еритреји
Хабеша церемонија кафе је основни културни обичај у Етиопији и Еритреји. У овим земљама постоји рутина свакодневног служења кафе, углавном ради дружења са рођацима, комшијама или другим посетиоцима. Ако се кафа љубазно одбије, онда ће највероватније бити послужен чај.
На поду где се одржава церемонија кафе простире се трава, простор се често украшава малим жутим цветовима. Понекад се за то користи главочике, посебно око прославе мескел (православни празник који славе Еритрејци и Етиопљани).

## Припрема
Церемонију обично врши жена из домаћинства и то сматра чашћу у култури Етиопије и Еритреје. Кафа се кува тако што се зрна зелене кафе прво прже на отвореној ватри у тигању. Затим следи млевење зрневља, традиционално у дрвеном авану с тучком. Талог кафе се затим ставља у посебан суд који садржи кључалу воду и оставља се на отвореном ватри неколико минута док се добро не помеша са врелом водом. Након млевења, кафа се неколико пута пропушта кроз сито. Лонац за врење (јебана) је најчешће направљен од стране локалних грнчара и има сферичну основу, врат и левак за изливање као дршку где се врат спаја са основом. Јebena такође има поклопац од сламе.

## Послуживање
Домаћин сипа кафу за све учеснике померајући нагнути лонац за кључање преко тацне са малим шољицама без дршке са висине од 30 cm без заустављања док се свака шољица не напуни. Самлевена кафа се кува три пута: прва тура кафе се зове awel у Тигрињи, друга kale'i а трећи baraka ('бити благословен'). На амхарском су термини abol ( አቦል), друга tona (ቶና) и трећа baraka (በረካ). Церемонија кафе може такође укључивати паљење разних традиционалних тамјана. Шећер се додаје у кафу, или на селу, понекад со или традиционални путер. Уз напитак се служи и послужење, као што су кокице, кикирики или химбаша (који се такође назива ambasha).